# Никарагуанско-южноосетинские отношения
Двусторонние дипломатические отношения между Никарагуа и Республикой Южная Осетия начались 5 сентября 2008 года, когда Никарагуа признала Южную Осетию и Абхазию.

## История
На пресс-конференции в ноябре 2008 года министр иностранных дел Никарагуа Самуэль Сантос Лопес заявил: «Безусловно, мы считаем, что решение [о признании независимости Абхазиюи и Южной Осетии ] было справедливым и правильным. Им [республикам] необходимо дать время для внутренних формальностей. Мы согласуем возможность и условия прямых дипломатических отношений в удобный момент. Очевидно и логично, что мы будем действовать с помощью наших друзей, вероятно, России, для установления более тесных контактов и дипломатических отношений [с республиками]».
Признание Южной Осетии Никарагуа вызвало немедленную реакцию других стран, вовлеченных в спор о независимости Южной Осетии. Грузия отреагировала на это признание разрывом дипломатических отношений с Никарагуа в конце ноября 2008 года. Россия предложила укрепить связи с Никарагуа и оказать помощь Никарагуа в восстановлении районов, пострадавших от ураганов. Министр торговли США отменил запланированную поездку в Никарагуа, а посол США в Манагуа заявил: «Сейчас неподходящий момент для визита».
После того, как Леонид Тибилов сменил Эдуарда Кокойту на посту президента республики, 25 июля 2012 года он освободил от должности посла Южной Осетии Наримана Козаева.
Через десять лет после признания, дипломатические отношения между Никарагуа и Южной Осетией остаются в основном символическими.